# Hakosaari (ö i Mellersta Finland)
Hakosaari är en ö i Finland. Den ligger i sjön Sarvajärvi och i kommunen Kuhmois i landskapet Mellersta Finland, i den södra delen av landet, 160 km norr om huvudstaden Helsingfors. Öns area är 1 hektar och dess största längd är 150 meter i sydväst-nordöstlig riktning.